# Некрещёный поп
краткая запись о действительном, хотя и невероятном событии, что уже теперь, при жизни главного лица, получило в народе характер вполне законченной легенды…
«Некрещёный поп» — повесть Николая Семёновича Лескова 1877 года. Имеет два подзаголовка: «Невероятное событие» и «Легендарный случай».

## Сюжет
Действие происходит в малороссийском казачьем селе Парипсы во время царствования Николая I. У казака Дукача рождается сын. Ребёнка нужно крестить, однако Дукач, поссорившись со всеми односельчанами, не может найти крёстных. Подумав, он зовёт в крёстные своего племянника Агапа и Христю Керасивну, про которую ходят упорные слухи, что она ведьма. Крёстные с ребёнком отправляются на санях в соседнее село, но попадают в жестокую метель и сбиваются с дороги. Видя, что крёстные не возвращаются, жена Дукача начинает упрекать мужа в том, что он отдал сына ведьме. На следующий — Савин день оскорблённый Дукач уходит с ружьём из хаты и на занесённом снегом гумне видит зайца, которого немедленно подстреливает. Выясняется, что за зайца Дукач принял меховую шапку своего племянника Агапа — его откапывают из-под снега вместе с санями и Керасивной, держащей на руках закутанного ребёнка. Раненый Дукачом Агап умирает, Керасивна же через некоторое время приходит в себя и утверждает, что они с Агапом побывали в соседнем селе, и тамошний поп крестил ребёнка Саввой. Жена Дукача, радуясь, что её сын жив, даёт обет посвятить его Богу. Дукача сажают в тюрьму как убийцу.
Савва Дукачев растёт и выказывает большую склонность к изучению православной веры. Его отдают в духовную семинарию, причём Керасивна с жаром утверждает, что Савве никак нельзя ехать в семинарию, потому что он к этому «непригоден», не поясняя, однако, причин. В семинарии возникает небольшая заминка с тем, что запись о рождении Саввы никак не могут отыскать в церковно-приходских книгах, но списывают это на пьянство священнослужителей, которые во хмелю забыли вписать ребёнка в книги.
После выпуска из семинарии Савва возвращается в своё село священником, что приводит Керасивну в ужас. Однако прочие селяне его любят, потому что Савва равнодушен к деньгам, ласков и попечителен. Он со всеми ровен, на деле помогает бедным, больным и сиротам. Допускает отступления от христианского учения, оправдываемые житейским прагматизмом. На пожертвования прихожан вместо храма строит для детей школу, чтобы учить их грамоте и слову Божию. Собирающимся идти по обету в Киев, советует заменить их поход обетом послужить больным и бедным, что некоторыми воспринимается как дерзость и едва ли не богохульство. На Великий пост есть не запрещает, епитимных поклонов не назначает. На провинившихся баб он накладывает только одну епитимию: прокормить сирот или сшить им порточки. А накладываемые им на мужиков епитимьи вообще кажутся странными, например — цитируя писание, что «неправая мера Бога гневает», он не даёт причастия мельнику пока тот не исправит с хитростью сделанный ковш, позволяющий обманывать селян с зерном.
— Горе у нас большое, мы до архиерея спешим.

— А что вам надо сделать?

— А чтобы он нам нехрещеного попа оставил, а то мы такие несчастливые, що в турки пидемо.

— Как в турки пидете! Туркам нельзя горелки пить.
 
— А мы ее всю вперед сразу выпьем.

— Ишь вы, какие лукавые.

— Да що же маем робить при такой обиде — як доброго попа берут. Як же не обида… такий був пип, такий пип, що другого такого во всем хрыстианстве нема…
Реальные дела о. Саввы так добры и полезны, что народ объясняет их истоки легендарно. Если попа Савву — истинного христианина — не вернут, то веру  нельзя считать истинной и нужно идти «до турецкой веры», считают прихожане. Столь нелогичное желание возникает в ответ на историческую алогичность
К Савве начинают съезжаться и люди из соседних сёл, что очень злит священника из близкого села Перегуды. Керасивна, чувствуя приближение смерти, зовёт попа для исповеди, однако наотрез отказывается исповедоваться Савве. Принять исповедь приезжает перегудинский поп, которому Керасивна рассказывает, что много лет назад, отправившись с Агапом крестить Савву, она не довезла его до церкви из-за метели. Керасивна надела ребёнку на шею крестик, нарисовала ему талой водой крест на лбу и уговорилась с Агапом в ближайшее воскресенье отвезти Савву в церковь якобы для причастия, а там и крестить по-настоящему — но Агап был убит, Дукач оказался в тюрьме, а Керасивна, видя такое горе семьи Дукачей, не решилась сказать, что их ребёнок некрещён. Таким образом, с точки зрения церкви Савва не только не священник, но даже не христианин.
Перегудинский поп, радуясь избавлению от давнего соперника, едет докладывать об этом обстоятельстве архиерею. Однако казаки, которым очень нравится отец Савва, тоже отправляются к архиерею просить за своего попа. Едут они около того же Николина или Саввина дня, и, как и тридцать пять лет назад снова поднимается сильная метель. Под утро им встречается, как они подумали, «сам святой Савва» — на самом деле келейник архиерея по имени Савва. Архиерей оправдывает Савву, утверждая, что он был крещён Керасивной, и не нужно было смущать людей, которым он был добрым пастырем. Савва отправляется обратно в своё село и к общему удовольствию казаков продолжает служить.
О. Савва, говорят, и нынче жив, и вокруг его села кругом штунда, а в его малой церковке все еще полно народу…

## О повести
Дата написания повести неизвестна, предположительно незадолго до первой публикации, то есть в 1877 году.
Впервые опубликована в журнале «Гражданин». В вышедшем через год отдельным изданием повести автор произвёл стилистическую правку и разбил текст на главы.
В основе повести лежит действительно имевший место эпизод — в предисловии Лесков указал: «Эта краткая запись о действительном, хотя и невероятном событии». Кроме того, исследователи творчества писателя обращают внимание на напоминание Лескова об истории некрещёного попа в главе пятой его очерка «Епархиальный суд» о деле 1878 года:

Священник Тюльпанов, за служение молебнов и хождение с иконами в нетрезвом виде, а также (тут только и начинается) за допущение в служении неприличий (?!) и за то, что «потерял мирницу» и «совершил крещение двух младенцев в нетрезвом виде, и притом без миропомазания и с опущением некоторых обрядов», — в монастырь на три месяца. Весьма интересный представляется отсюда вопрос: поправлено ли, и каким именно образом, священное тайнодействие, совершенное этим пьяным тайностроителем? — Это не объяснено. А между тем возможно, что несчастный христианнин, у купели которого иерей Тюльпанов произвел описанные упущения и бесчинства, придя в возраст, услышит на это насмешки и попреки и позовет к суду кого-то, не исправившего своевременно его крещеную репутацию. Это уже было в церковной практике и ещё может повториться (напоминаю историю о некрещеном попе).
В повести автор говорит, что действие происходило в «малороссийском казачьем селе, которое мы, пожалуй, назовем хоть Парипсами», но про соседнее село Перегуды такой оговорки нет — сёла с такими названиями существуют и существовали в Киевской губернии — Парипсы и Перегуды. Кроме того, село Перегуды впоследствии становится местом действия повести Лескова «Заячий ремиз».
Жанр произведения иногда называют повестью, иногда рассказом, однако сам автор в подзаголовке определил жанровую форму как «невероятное событие», «легендарный случай». При этом литературоведы отмечают что жанр произведения «Некрещёный поп» можно характеризовать и как «святочный рассказ»:

Первые пятнадцать глав повести строятся по всем канонам святочного жанра с его непременными архетипами чуда, спасения, дара. Рождение младенца, снег и метельная путаница, путеводная звезда, «смех и плач Рождества» — эти и другие святочные мотивы и образы, восходящие к евангельским событиям, наличествуют в повести Лескова.

### Посвящение Буслаеву
Повесть посвящена Ф. И. Буслаеву — известному историку литературы, языковеду и искусствоведу, профессору Московского университета с которым Лесков был знаком с 1861 года в период совместной работы в Москве в «Русской речи», и позже особенно сблизился летом 1875 года во время встреч в Париже. Во вступлении к рассказу Лесков так объяснил причину посвящения:

…я посвящаю его имени Ф. И. Буслаева потому, что это оригинальное событие уже теперь, при жизни главного лица, получило в народе характер вполне законченной легенды; а мне кажется, проследить, как складывается легенда, не менее интересно, чем проникать, «как делается история».
Как отметила О. В. Евдокимова, посвящение повести Буслаеву, который прослеживал, «как делается история», исследуя русский фольклор, реконструировал в своих филологических работах законы его появления и считал «народное суеверие — поэзией слитой с жизнью», — делает понятной цель писателя — «создания иллюзии реально складывающейся в народе легенды, не сочинённой, а лишь воспроизведённой в литературном произведении, чтобы читатель остановил внимание на фактичности повествования и не заметил его вымышленных слагаемых».

## Критика
Как отмечено в примечании к повести издания 1957 года — современная повести критика «почти не реагировала» на него: лишь в «Указателе по делам печати» без подписи был напечатан пересказ сюжета, да в «Новом времени» появился очень короткий анонимный отзыв, что «рассказ веден живо и талантливо».
В 1957 году в своей работе «Н. С. Лесков: Очерк творчества» литературовед Б. М. Другов дал такую характеристику повести: «В „Некрещеном попе“ Лесков как будто собирался показать „праведного“ попа Савву, который живёт в ладу с сельским населением и не похож на типичных „сытых скотин“, как теперь, используя терминологию петровской эпохи, говорит Лесков о духовенстве».
В 2013 году литературовед, доктор филологических наук А. А. Новикова, отмечала, что ранее повесть не привлекала внимания отечественных литературоведов, или же рассматривалась поверхностно:

Произведение относили чаще к роду малороссийских «пейзажей» и «жанров», «полных юмора или хотя бы и злой, но весёлой искрящейся сатиры». В самом деле, чего стоят эпизодические, но необыкновенно колоритные образы местного диакона — «любителя хореографического искусства», который «весёлыми ногами» «отхватал перед гостями трепака», или же незадачливого казака Керасенко: тот всё безуспешно пытался уследить за своей «бесстрашной самовольницей» — жинкой.

Но рассмотрение повести только как художественного произведения — недостаточно. Новейшей критикой отмечено, что малороссийский фон повести не более чем камуфляж — часть лесковского метода «литературной отговорки», «многоуровневая маскировка», намотанная «вокруг ядра авторской идеи».
В этой связи отмечается и символизм имени крёстной матери «некрещённого попа»: Христя — Кристина.
Парадоксально уже название повести — «Некрещёный поп», что отметил ещё сын писателя А. Н. Лесков и определил его как «удивительно смелое».
Взгляды, что в таком названии заявлен «антикрестильный мотив», как отметила Новикова, ошибочны и свойственны англоязычным литературоведам, считающим рассказ демонстрацией якобы протестантских воззрений Лескова, что противоречит высказыванию самого Лескова — в том же 1877 году писатель высказался вполне конкретно: «не гоже нам искати веры в немцах», да и в рассказе подчёркивает служение героя: «вокруг его села кругом штунда, а в его малой церковке все еще полно народу…».
Новикова в своих исследованиях пришла к выводу, что в церковном служении отец Савва — «настоящий православный батюшка, мудрый и участливый к своим прихожанам», а для рассказа в целом организующим началом художественно-семантического пространства является Новый Завет, получивший в рассказе своеобразное переосмысление.
Но в то же время доктор филологических наук Т. Б. Ильинская отмечает, что в ряде рассказов Лескова взаимодействуют церковная и штундистская темы, и для уяснения феномена отца Саввы следует учитывать личность указанного в повести его учителя грамоты Охрима Пиднебесного и авторскую ретроспективу, положительно изображающую таких предшественников штундизма — «простолюдинов, которые пустили совершенно новую струю в религиозный обиход», «отшельников», селившихся в «маленьких хаточках»:

Воспитанный Охримом Пиднебесным, одним из подобных «отшельников», в жизни которых давно обозначилась трещина между евангельским и церковным, Савва тем не менее выглядит как живое преодоление наметившего разлада народной веры и церковности.
Отмечается связь повести «Некрещёный поп» с рассказом Лескова «Уха без рыбы», вышедшим через десять лет, и не только оксюморонным названием или совпадающим сюжетом: никто не хочет быть крёстным ребёнка бедной девки-«покрытки» Палашки, и у неё нет рубля заплатить попу, а дитя нужно крестить в три дня — к святкам. В повести «Некрещёный поп» долго хранившая тайну Керасивна говорит про отца Савву: «Усе бы добре, да як бы в сей юшке рыбка была», а в рассказе же «Уха без рыбы» дано значение этой фразы: «Особых добродельцев нет, а добро делается».
Один из ведущих исследователей наследия писателя Лескова доктор филологических наук Н. Н. Старыгина заметила, что в повести, как и в других своих святочных рассказах, Лесков непреклонен перед своим основным принципом: непривлечение «к участию чертовщины и всяких иных таинственных и невероятных элементов», ведь даже «ведьмовство» Христины — не более чем хитрая уловка умной женщины, любившей пожить на свободе — писатель считал, что сама жизнь невероятным образом организует действительность так, что способствует хорошим делам.
Так же, как и во всём творчестве Лескова, в повести литературоведы отмечали «толстовские мотивы», и в этой связи неслучайно даже упоминание временем действия Крымской войны — к ней Лесков проявлял постоянный интерес и, разделяя взгляды Толстого, в нескольких номерах газеты «Биржевые новости» поместил статью в поддержку выводов Толстого о национальном патриотизме.

## Издания
- Некрещеный поп // Гражданин. — 1877. — № 23—29. — 1877. — 13 октября. — № 23—24. — 21 октября. — Э 25—26. — 31 октября. — Э 27—29.
- Лесков Н. С. Некрещеный поп. — СПб., 1878. — С. 3—91.
- Собрание сочинений : в 10 т. / Н. С. Лесков. — СПб. : Типография А. С. Суворина, 1890.
- Полное собрание сочинений : в 36 т. — Т. 22 / Н. С. Лесков. — СПб. : Издание А. Ф. Маркса, 1902 — (Приложение к журналу «Нива» на 1903 г.). — 159 с.
- Собрание сочинений : в 11 т. — Т. 6. — С. 159—211 / Н. С. Лесков. — Государственное издательство художественной литературы, 1958.
- Повести и рассказы / Н. С. Лесков — Государственное издательство художественной литературы, 1959. —6 29 с.
- Лесков Н. С. Смех и горе / Ил. А. Павленко — СПб. : Вита Нова, 2011. — 642 с. (тираж 1100 экз.)[11]
- Некрещеный поп / Н. С. Лесков / Сост., примеч. Т. А. Соколовой. — М. : Издательство Сретенского монастыря, 2013. — 928 с.